# Templo de Helena (Montana)
El Templo de Helena es uno de los templos consturidos y operados por la Iglesia de Jesucristo de los Santos de los Últimos Días, el número 179 en funcionamiento por la iglesia, ubicado en la ciudad de Helena, Montana, Estados Unidos.

## Historia
Los planes de construir un templo en la ciudad de Helena fueron anunciados el 4 de abril de 2021 por el entonces presidente de la iglesia, Russell M. Nelson. En junio de 2021, la Iglesia SUD envió un comunicado donde publicó la ubicación y una representación del arquitectónica del templo. La ceremonia de la palada inicial, para indicar el comienzo de la construcción, fue anunciada para finales del mes,el 26 de junio de 2021, bajo la dirección de las autoridades generales de la iglesia de la localidad. La jornada de puertas abiertas al público fue del 18 de mayo de 2023 al 3 de junio de 2023 y el templo fue dedicado el 18 de junio de 2023 por Gary E. Stevenson .

## Construcción
Para acortar el tiempo de construcción de sus templos, el Templo de Helena Montana es el primero de la iglesia construido utilizando técnicas de construcción modular. La empresa BLOX, con sede en Alabama, que se especializa en la construcción modular para hospitales, construyó el templo en 25 módulos separados en sus instalaciones en Bessemer, Alabama, que luego fueron llevados al sitio de construcción en Montana y ensamblados.

## Arquitectura
El Templo de Helena fue construido en un estilo art déco para reflejar la historia arquitectónica de Montana del siglo XIX e incluye diseños que se basan en las obras de arte de los nativos americanos de la zona.Los patrones decorativos se derivan de la flor del botón de oro, y los diseños de flores y hojas se utilizan se inspiran en los principios de los patrones geométricos de los indígenas de América. El templo incluye contrafuertes y emplea bandas horizontales para imitar los acantilados de las montañas. El templo cuenta con un pináculo único, lo que hace que el edificio de 9,794 pies cuadrados tenga 96,5 pies (29,4 m). Las ventanas exteriores están divididas en tres partes que representan la raíz de la planta del ranúnculo, su potencial y su plena floración, con un borde azul para representar los abalorios de los nativos americanos.